# كلارنس كالندر
كلارنس كالندر (بالإنجليزية: Clarence Callender) هو منافس ألعاب قوى بريطاني، ولد في 16 نوفمبر 1961 في نيوهام في المملكة المتحدة.

## وصلات خارجية
- كلارنس كالندر على موقع الاتحاد الدولي لألعاب القوى (الإنجليزية)
- كلارنس كالندر على موقع أوليمبيديا (الإنجليزية)
- كلارنس كالندر على موقع اللجنة الأولمبية البريطانية (الإنجليزية)
- كلارنس كالندر على موقع اتحاد ألعاب الكومنولث (مؤرشف) (الإنجليزية)